# Jimmy Fontana
Jimmy Fontana (Enrico Sbriccoli: Camerino, de la provincia de Macerata, 13 de noviembre de 1934 - Roma, 11 de septiembre de 2013) fue un cantante y actor italiano que conoció su momento de mayor popularidad en los años 1960.

## Trayectoria artística
En 1961 participó en el Festival de San Remo en dúo con Miranda Martino cantando el tema Lady luna, compuesto por el maestro Armando Trovaioli y Dino Verde.
Su primer éxito fue Non te ne andare (1963), y poco más tarde su internacional Il Mondo (1965), canción que ha conocido múltiples versiones en voces de otros artistas. Él mismo grabó en su voz las versiones en castellano (El mundo) y en catalán (El món). Fue grabada en un EP en catalán en 1965 junto a tres canciones más de Gianni Morandi, Rita Pavone y Donatella Moretti.. También Los Mustang grabaron una versión en castellano de Il Mondo.
La mia serenata es el disco del verano en Italia en 1967, y en el Cantagiro de 1969 presenta La nostra favola, versión italiana de la canción de Tom Jones de título original Delilah.
En 1970 consiguió un nuevo éxito con L'amore non è bello (se non è litigarello), sintonía del programa televisivo "Signore e signora", con Delia Scala y Lando Buzzanca.
Después de un período de alejamiento de los éxitos en los años 70, vuelve en 1979 con Identikit, sintonía de la serie televisiva "Gli invincibili", que obtiene un discreto éxito, confirmado con Beguine, que es presentada en el Festival de San Remo de 1982.
En los años posteriores formó el grupo los "Superquattro", junto a Gianni Meccia, Nico Fidenco y Riccardo Del Turco, con los que participó en muchos programas de la televisión italiana.
Fontana fue autor de numerosas canciones, en pareja a dúo con Gianni Meccia, para su voz y para las de otros artistas: el tema más famoso es Che sarà, que popularizaron José Feliciano y el grupo Ricchi e Poveri en el Festival de San Remo de 1971.
También trabajó como actor en películas musicales.

## Muerte
Falleció en Roma el 11 de septiembre de 2013, a los 78 años. Su hija, Andrea Sbriccoli, por medio de la agencia Ansa, desmintió la noticia que apuntaba como causa del fallecimiento a una larga enfermedad de su padre. La muerte se produjo de manera imprevista durante "una gira de 5.000 kilómetros por toda Italia, con conciertos siempre repletos de gente que lo quería mucho. El último concierto fue en Terni el domingo 8 de septiembre; nos esperaban el sábado 14 en nuestra región, las Marcas, día en que desgraciadamente celebraremos su funeral. Su fallecimiento se debió a una súbita fiebre alta provocada por una infección dental".

## Filmografía
- Io bacio... tu baci (1961)
- La voglia matta (1962)
- Canzoni in...bikini (1963)
- Viale della canzone (1965)
- Quando dico che ti amo (1968)
- Il sole è di tutti (1968)